# Ulisses Costa
Ulisses Chiavelli Costa (Osvaldo Cruz, 31 de agosto de 1969), é um radialista, comentarista e locutor esportivo brasileiro.
Atualmente trabalha na Rádio Bandeirantes e na TV Band.
Filho de Edmundo Pereira da Costa e Ivone Chiavelli, é primo-irmão por parte materna dos narradores Osmar Santos, Oscar Ulisses e Odinei Edson, o último sendo seu colega de Grupo Bandeirantes.

## Carreira
Quando criança foi modelo da marca Ellos e mais velho se dedicou à carreira esportiva onde passou pela extinta Rádio Clube Paranaense (B2) de Curitiba, de onde saiu para a Rádio Globo São Paulo em 2000, narrando além dos jogos dos campeonatos brasileiros, Copa do Mundo, Libertadores da América e F-1. Além disso, narrou várias partidas do Série A de 2007 pela TV Bandeirantes. No ano de 2005, participou ativamente das transmissões dos jogos da Série B de 2005 pela RedeTV!. Apresentava também outros programas esportivos na emissora. 
Atualmente, Ulisses narra jogos de futebol pela Rádio Bandeirantes e pela Band, participando também do programa Jogo Aberto, ao lado de Renata Fan, Ronaldo Giovanelli, Denílson e Chico Garcia.
Foi um dos locutores do Grupo Bandeirantes na Copa do Mundo de 2014, e nas Olimpíadas 2016 onde narrou partidas de futebol e vôlei de praia. Em 2015 foi nomeado no livro Os Mestres do Espetáculo, sobre os maiores narradores esportivos da história do rádio brasileiro, como o futuro da locução esportiva.

### Bordões
Quando um jogador efetua uma jogada muito ruim, Ulisses solta a frase: "mas o que que é isso?". Quando sai um golaço, ele solta o: "lindo, lindo, lindo...". Costuma brincar com os companheiros de jornada - especialmente Alexandre Praetzel - com gozações iniciadas pela pergunta "em algum momento da tua vida...". Também foi conhecido, no extinto São Paulo Acontece, pelas frases "Congela o Gordinho", criada ainda no tempo de José Luiz Datena no comando do programa.

### Prêmios
| Ano  | Prêmio                                                                     | Categoria         | Resultado | Ref.   |
| ---- | -------------------------------------------------------------------------- | ----------------- | --------- | ------ |
| 2013 | Troféu ACEESP (Associação dos Cronistas Esportivos do Estado de São Paulo) | Narrador de Rádio | Indicado  | [ 7 ]  |
| 2014 | Troféu ACEESP (Associação dos Cronistas Esportivos do Estado de São Paulo) | Narrador de Rádio | Venceu    | [ 8 ]  |
| 2015 | Troféu ACEESP (Associação dos Cronistas Esportivos do Estado de São Paulo) | Narrador de Rádio | Venceu    | [ 9 ]  |
| 2016 | Troféu ACEESP (Associação dos Cronistas Esportivos do Estado de São Paulo) | Narrador de Rádio | Indicado  | [ 10 ] |
| 2017 | Troféu ACEESP (Associação dos Cronistas Esportivos do Estado de São Paulo) | Narrador de Rádio | Venceu    | [ 11 ] |
| 2018 | Troféu ACEESP (Associação dos Cronistas Esportivos do Estado de São Paulo) | Narrador de Rádio | Venceu    | [ 12 ] |
| 2021 | Troféu ACEESP (Associação dos Cronistas Esportivos do Estado de São Paulo) | Narrador de Rádio | Venceu    | [ 13 ] |
| 2021 | Prêmio Comunique-se                                                        | Locutor Esportivo | Indicado  | [ 14 ] |